# Бредун, Эдуард Александрович
Эдуард Александрович Бреду́н (6 октября 1934 года — 18 июля 1984, Москва) — советский актёр кино и дубляжа.

## Биография

### Ранние годы
Родился 6 октября 1934 года в Сталинской области, УССР. После войны рос в Бельцах (где посещал драмкружок под руководством А. Я. Бари при городском Доме пионеров) и в Кишинёве. В 1952 году окончил Тамбовское суворовское военное училище.
Окончил ВГИК (1957, мастерская Ю. Я. Райзмана).

### Карьера
С 1958 года — актёр Театра-студии киноактёра.
Относительная популярность пришла к начинающему актёру в 1958 году, после съёмок в детективной драме Николая Досталя «Дело „пёстрых“». Бредуну досталась роль Мити Неверова. Фильм повествовал о Сергее Коршунове — лейтенанте советской разведки, который вернулся на родину в Москву после службы в Германии; тот поступил в уголовный розыск, где начал расследовать серию загадочных преступлений.
После успеха этого криминального боевика фото с изображением актёра стали часто публиковаться в советских печатных изданиях, посвящённых кинематографу.
В 1959 году на экраны вышел фильм Александра Алова и Владимира Наумова «Ветер» на героико-революционную тематику, где Эдуарду Бредуну была доверена главная роль Фёдора, «красного» рабочего делегата. Фильм подвергся жёсткой критике, создателей обвинили в одностороннем показе эпохи гражданской войны. И снова сдержанные, в лучшем случае сочувственные отзывы критиков в адрес Бредуна:

…Фёдор — Эдуард Бредун, которого в чём-то всё упрекали (и «без индивидуальности», и нарочито «блондин», и пр.), а ведь помнится, как живой стоит в памяти, со своим красивым и мужественным лицом!
— Нея Зоркая
К другим заметным работам артиста можно отнести комедию режиссёра Григория Липшица «Артист из Кохановки», в которой он перевоплотился в Андрея Ярчука, драму Василия Пронина «Казаки», где исполнил роль Лукашки Широкова, приключенческий фильм Леонида Гайдая «Двенадцать стульев», в котором сыграл персонажа Пашу Эмильевича (крылатой стала обращённая к его герою фраза Остапа Бендера (Арчил Гомиашвили): «Ну, ты, жертва аборта!»), фантастическую комедию «Иван Васильевич меняет профессию», где предстал спекулянтом радиодеталями.
В конце 1970-х годов он появился в крошечных ролях в мелодраме Владимира Назарова «Голубка» и комедии Леонида Гайдая «Инкогнито из Петербурга». Последней стала крошечная роль в драматическом мини-сериале «Линия жизни» в 1981 году.

### Личная жизнь
Был женат на актрисе Изольде Извицкой, но личная жизнь не сложилась — в январе 1971 года супруги развелись, хотя Извицкая очень любила своего мужа. Много лет злоупотреблял алкоголем, это и могло стать главной причиной развода. Вместе с супругом к алкоголю пристрастилась и сама актриса. В январе 1971 года Эдуард Александрович ушёл от законной жены к знакомой их семьи, а 1 марта того же года Извицкую нашли мёртвой в пустой квартире — организм не выдержал хронического алкоголизма и длительного голодания. Совместных детей в браке не было. После смерти Извицкой Бредун стал пить ещё сильнее. Вдобавок ко всему его преследовали постоянные творческие неудачи. Карьера категорически не хотела складываться.
Ушёл из жизни 18 июля 1984 года в Москва на 50-м году жизни. Похоронен на Востряковском кладбище (9 уч.).

## Работы

### Фильмография
| Год  |   | Название                         | Роль                         |
| ---- | - | -------------------------------- | ---------------------------- |
| 1954 | ф | Зелёный дол                      | Василий                      |
| 1955 | ф | Первый эшелон                    | Генька Монеткин              |
| 1956 | ф | Разные судьбы                    | собутыльник Степана Огурцова |
| 1957 | ф | Координаты неизвестны            | Брагин                       |
| 1958 | ф | День первый                      | Николай Тимофеев             |
| 1958 | ф | Дело «пёстрых»                   | Митя Неверов                 |
| 1958 | ф | Ветер                            | Фёдор                        |
| 1959 | ф | Любовью надо дорожить            | Степан                       |
| 1959 | ф | Сверстницы                       | секретарь райкома            |
| 1960 | ф | Хлеб и розы                      | Петька Тельнихин             |
| 1961 | ф | Артист из Кохановки              | Андрей Ярчук                 |
| 1961 | ф | Казаки                           | Лукашка Широков              |
| 1962 | ф | Цепная реакция                   | «Сенька-Мороз»               |
| 1962 | ф | Армагеддон                       | Траян                        |
| 1963 | ф | Коллеги                          | Фёдор Бугров                 |
| 1963 | ф | Слуша-ай!..                      | заключённый                  |
| 1966 | ф | Маленький беглец                 | охотник                      |
| 1966 | ф | Авдотья Павловна                 | Паша                         |
| 1967 | ф | Пароль не нужен                  | Спиридон Меркулов            |
| 1967 | ф | Морские рассказы                 | матрос                       |
| 1968 | ф | Хозяин тайги                     | Варлашкин                    |
| 1970 | ф | Узники Бомона                    | Потапчук                     |
| 1971 | ф | 12 стульев                       | Паша Эмильевич               |
| 1973 | ф | Иван Васильевич меняет профессию | спекулянт радиодеталями      |
| 1973 | ф | Нейлон 100 %                     | Эдик                         |
| 1975 | ф | Не может быть!                   | гость                        |
| 1976 | ф | 12 стульев                       | родственник Альхена          |
| 1977 | ф | «SOS» над тайгой                 | рабочий леспромхоза          |
| 1977 | ф | Инкогнито из Петербурга          | трактирщик                   |
| 1978 | ф | Голубка                          | сплавщик                     |
| 1980 | ф | Линия жизни                      | Горбухин                     |

### Озвучивание и дубляж
| Год  |   | Название                                    | Роль                          |  |
| ---- | - | ------------------------------------------- | ----------------------------- |  |
| 1964 | ф | Встреча со шпионом / Spotkanie ze szpiegiem | Крес, капитан госбезопасности |  |
| 1973 | ф | Хаос/ Քաոս                                  | Кязим-бек                     |  |
| 1976 | ф | Настоящий тбилисец и другие                 | Имя персонажа не указано      |  |